# Mildred Thulin
Mildred Eriksdotter Thulin, född Augustsson den 20 februari 1941 i Västra Skrävlinge församling i Malmö, är en svensk centerpartistisk politiker. Hon var 2007 och 2008 riksdagsledamot (ersättare) för valkretsen Skåne läns södra på plats 259. Thulin var suppleant i civilutskottet och justitieutskottet.